# Diecezja Ekwulobia
Diecezja Ekwulobia (łac. Dioecesis Ekvulobianus) – diecezja Kościoła rzymskokatolickiego w Nigerii. Należy do metropolii Onitsha. Obejmuje część stanu Anambra.

## Historia
5 marca 2020 została erygowana przez papieża Franciszka z części diecezji Awka.

## Biskupi diecezjalni
- Peter Okpaleke (od 2020)